# Olympische Sommerspiele 1960/Teilnehmer (Kolumbien)
| Gelbes Symbol für Goldmedaillen mit stilisierten Olympischen Ringen | Graues Symbol für Silbermedaillen mit stilisierten Olympischen Ringen | Braundes Symbol für Bronzemedaillen mit stilisierten Olympischen Ringen |
| ------------------------------------------------------------------- | --------------------------------------------------------------------- | ----------------------------------------------------------------------- |
| —                                                                   | —                                                                     | —                                                                       |

Kolumbien nahm an den Olympischen Sommerspielen 1960 in der italienischen Hauptstadt Rom mit einer Delegation von 16 männlichen Sportlern an 13 Wettbewerben in fünf Sportarten teil.
Seit 1932 war es die fünfte Teilnahme Kolumbiens an Olympischen Sommerspielen.
Jüngster Athlet war mit 19 Jahren und 334 Tagen der Wasserspringer Federico Andrade, ältester Athlet der Sportschütze José María Vallsera (41 Jahre und 76 Tage).

## Flaggenträger
Der Fechter Emilio Echeverri trug die Flagge Kolumbiens während der Eröffnungsfeier im Olympiastadion.

## Teilnehmer nach Sportarten

### Fechten
- Jaime Duque
  - Degen

Runde eins: ausgeschieden in Gruppe sieben, kein Duell gewonnen – sechs verloren, zehn Treffer erzielt – 30 erlitten, Rang sieben
1:5-Niederlage gegen Allan Jay aus Großbritannien
0:5-Niederlage gegen Dieter Fänger aus Deutschland
2:5-Niederlage gegen Berndt-Otto Rehbinder aus Schweden
0:5-Niederlage gegen Ali Annabi aus Tunesien
4:5-Niederlage gegen Abelardo Menéndez aus Kuba
3:5-Niederlage gegen Gilbert Orengo aus Monaco

- - Florett

Runde eins: ausgeschieden in Gruppe zehn, ein Duell gewonnen – drei verloren, zwölf Treffer erzielt – 17 erlitten, Rang vier
2:5-Niederlage gegen Eberhard Mehl aus Deutschland
3:5-Niederlage gegen Ryszard Parulski aus Polen
2:5-Niederlage gegen Albert Axelrod aus den Vereinigten Staaten von Amerika
5:2-Niederlage gegen Abderraouf El-Fassy aus Marokko

- - Säbel

Runde eins: ausgeschieden in Gruppe fünf, kein Duell gewonnen – fünf verloren, Rang sechs
0:5-Niederlage gegen Jakow Rylski aus der Sowjetunion
1:5-Niederlage gegen Ladislau Rohony aus Rumänien
2:5-Niederlage gegen Alexander Mallace Leckie aus Großbritannien
0:5-Niederlage gegen Juan Larrea aus Argentinien
3:5-Niederlage gegen William Fajardo aus Mexiko

- Emilio Echeverri
  - Degen

Runde eins: ausgeschieden in Gruppe eins, drei Duelle gewonnen – zwei verloren, 18 Treffer erzielt – 19 Treffer erlitten, Rang vier
1:5-Niederlage gegen Jacques Guittet aus Frankreich
2:5-Niederlage gegen Brian Pickworth aus Neuseeland
5:4-Sieg gegen Bohdan Gonsior aus Polen
5:2-Sieg gegen Raoul Barouch aus Tunesien
5:3-Sieg gegen Charles El-Gressy aus Marokko
Runde eins: Entscheidungsduell um den Einzug in die nächste Runde, nicht für die nächste Runde qualifiziert
4:5-Niederlage gegen Bohdan Gonsior aus Polen

- - Florett

Runde eins: ausgeschieden in Gruppe zwölf, ein Duell gewonnen – drei verloren, acht Treffer erzielt – 18 erlitten, Rang sechs
3:5-Niederlage gegen Alberto Pellegrino aus Italien
0:5-Niederlage gegen Ion Drîmbă aus Rumänien
0:5-Niederlage gegen Carl Schwende aus Kanada
5:3-Sieg gegen André Verhalle aus Belgien

- - Säbel

Runde eins: ausgeschieden in Gruppe acht, kein Duell gewonnen – fünf verloren, fünf Treffer erzielt – 25 Treffer erlitten, Rang sechs
0:5-Niederlage gegen Roberto Ferrari aus Italien
1:5-Niederlage gegen Dumitru Mustaţă aus Rumänien
2:5-Niederlage gegen Alfonso Morales aus den Vereinigten Staaten von Amerika
1:5-Niederlage gegen Ralph Cooperman aus Großbritannien
1:5-Niederlage gegen Raoul Barouch aus Tunesien

### Gewichtheben
- Carlos Caballero
  - Mittelgewicht

Finale: 357,5 kg, Rang 15
Militärpresse: 105,0 kg, Rang 18
Reißen: 112,5 kg, Rang zehn
Stoßen: 140,0 kg, Rang zwölf

- Ney López
  - Leichtgewicht

Finale: 357,5 kg, Rang neun
Militärpresse: 110,0 kg, Rang elf
Reißen: 107,5 kg, Rang neun
Stoßen: 140,0 kg, Rang acht

- Jorge Pineda
  - Federgewicht

Finale: 205,0 kg, Wettkampf nicht beendet (DNF)
Militärpresse: 95,0 kg, Rang elf
Reißen: kein gültiger Versuch
Stoßen: 110,0 kg, Rang 21

### Radsport
Bahn
- Diego Calero
  - 1000 Meter Zeitfahren

Finale: 1:14,18 Minuten, Rang 22

- Mario Vanegas
  - Sprint

Runde eins: in Lauf vier (Rang eins) für die zweite Runde qualifiziert, 12,4 Sekunden
Runde zwei: in Lauf fünf (Rang drei) gescheitert
Runde zwei Hoffnungslauf: durchgesetzt in Lauf eins (Rang eins), 11,8 Sekunden
Runde zwei Hoffnungslauf Finale: ausgeschieden in Lauf eins (Rang zwei)

Straße

Mannschaftszeitfahren (100 km)
- Ergebnisse
Finale: 2:25:39,88 Stunden, Rang 16
- Mannschaft
Roberto Buitrago
Rubén Darío Gómez
Pablo Hurtado
Hernán Medina

Einzel
- Rubén Darío Gómez
  - Straßenrennen (175,3 km)

Finale: 4:20:57 Stunden, Rang 27

- Ramón Hoyos
  - Straßenrennen (175,3 km)

Finale: 4:21:38 Stunden, Rang 48

- Pablo Hurtado
  - Straßenrennen (175,3 km)

Finale: Rennen nicht beendet (DNF)

- Hernán Medina
  - Straßenrennen (175,3 km)

Finale: 4:20:57 Stunden, Rang 28

### Schießen
- Noe Balvin
  - Freie Scheibenpistole

Qualifikation: Gruppe eins, 323 Punkte, Rang 29, Gesamtrang 59, nicht für das Finale qualifiziert
Runde eins: 84 Punkte, Rang 24
Runde zwei: 81 Punkte, Rang 28
Runde drei: 82 Punkte, Rang 28
Runde vier: 76 Punkte, Rang 30

- Fernando Hoyos
  - Freie Scheibenpistole

Qualifikation: Gruppe zwei, 319 Punkte, Rang 31, Gesamtrang 60, nicht für das Finale qualifiziert
Runde eins: 85 Punkte, Rang 20
Runde zwei: 71 Punkte, Rang 32
Runde drei: 86 Punkte, Rang 18
Runde vier: 77 Punkte, Rang 32

- José María Vallsera
  - Kleinkaliber Dreistellungskampf

Qualifikation: Gruppe eins, 527 Punkte, Gesamtrang 56, nicht für das Finale qualifiziert
Kniend: 181 Punkte
Runde eins: 87 Punkte
Runde zwei: 94 Punkte
Liegend: 189 Punkte
Runde eins: 94 Punkte
Runde zwei: 95 Punkte
Stehend: 157 Punkte
Runde eins: 78 Punkte
Runde zwei: 79 Punkte

### Wasserspringen
- Federico Andrade
  - Kunstspringen drei Meter

Qualifikation: 41,43 Punkte, Rang 29, nicht für das Finale qualifiziert
Sprung eins: 9,52 Punkte, Rang 27
Sprung zwei: 12,54 Punkte, Rang 20
Sprung drei: 11,21 Punkte, Rang 25
Sprung vier: 8,16 Punkte, Rang 31